# Cylindrocarpon olidum
Cylindrocarpon olidum är en svampart. Cylindrocarpon olidum ingår i släktet Cylindrocarpon och familjen Nectriaceae.

## Underarter
Arten delas in i följande underarter:
- suaveolens
- crassum
- olidum